# Manoir de Boiscorde
Le manoir de Boiscordes est un édifice des XVe – XVIe siècles qui se dresse sur le territoire de l'ancienne commune française de Rémalard, dans le département de l'Orne, en région Normandie. L'édifice est partiellement inscrit au titre des monuments historiques.

## Localisation
Le manoir est situé à proximité de celui de Vaujours, dans l'ancienne commune de Rémalard, aujourd'hui Rémalard en Perche, dans le département français de l'Orne.

## Historique
La première mention d’un propriétaire de Boiscorde date de 1457. Il s’agit alors de Robin du Grenier, époux de Massime de Cochefilet, également propriétaire du château de la Pellonnière à Le Pin-la-Garenne. C’est leur fils, Jean du Grenier et son épouse Pierrette de Clinchamps qui seraient à l’origine du manoir tel qu’on le connait aujourd’hui.
L'édifice actuel, sauvé par un couple de passionnés, date des XVe et XVIe siècles, dont le nom est issu du dicton : « Boiscordi, Boiscorda, bois sans corde, bois discorde ».

## Description
La ferme fortifiée citée vers 1480, avec deux tours circulaires isolées en avant des logis, restes de l'enceinte de la maison forte, est composé de deux bâtiments qui se coupent à angle droit. Une tourelle à usage d'escalier est accolée à la plus grosses des tours de l'enceinte.
L'enceinte est flanquée de deux tours rondes dont l'une abritant un pigeonnier[réf. souhaitée].
Abreuvoir alimenté par un vieux puits ainsi que des jardins Renaissance[réf. souhaitée].

## Protection
Le logis ; les façades et toitures des communs ; les deux tours et mur d'enceinte qui les relie sont inscrits au titre des monuments historiques par arrêté du 14 septembre 1987.